# Dušan Marko
Dušan Marko (* 16. prosince 1986 Svidník) je česko-slovenský zpěvák, skladatel, textař a multiinstrumentalista. Od roku 2017 vystupuje jako frontman české hudební skupiny Support Lesbiens. V květnu 2019 vydal své debutové sólové album Giving Me Life.

## Život
Dušan Marko se narodil 16. prosince ve Svidníku matce pedagožce a otci zvěrolékaři. Hudební vlohy zdědil po matce a dědečkovi, kteří byli milovníci folklórní hudby. Od svých šesti let se věnoval hře na housle. V deseti letech účinkoval v muzikálu Oliver Twist a v jedenácti natočil první dětské písně na CD Boogyeman deťom. Ve čtrnácti letech se začal věnovat hře na klasickou a rockovou kytaru a o dva roky později založil svou první progresivně rockovou kapelu AmataeAdea.
Vystudoval osmileté bilingvní Evanjelické gymnázium Jana Amose Komenského v Košicích, kde v roce 2005 maturoval. Ve stejném roce se umístil mezi 40 nejlepšími zpěváky v soutěži Slovensko hľadá Superstar. V roce 2006 se rozhodl odejít do Prahy studovat hudbu; vystudoval muzikálový zpěv na Konzervatoři Jaroslava Ježka a následně jazzový zpěv na Vyšší odborné škole Jaroslava Ježka, kde promoval v roce 2011.

## Hudební kariéra
Profesionálně se začal hudbě věnovat na podzim roku 2017 jako frontman kapely Support Lesbiens, se kterou v roce 2018 vydal album Glow. V roce 2019 pod pseudonymem Marco debutoval sólovými singly „Last Party“, „Waiting“ a „From House to Home“. Následně vydal desku Giving Me Life pod labelem Baracca Records.
Kromě vystupování se Support Lesbiens a sólové kariéry se Dušan Marko od roku 2017 věnuje projektu Michael Jackson Symphony, se kterým vystupuje po celé České republice za doprovodu různých symfonických orchestrů. Působí také v hudební formaci Colorful People, se kterou vystoupil v Bostonu či Montréalu.

## Diskografie

### Studiová alba
- Support Lesbiens: Glow (2018)
- Marco: Giving Me Life (2019)